# Liste de la flore de l'île Campbell
Liste de la flore des espèces présentes sur l'île Campbell, classée par famille suivant un ordre alphabétique. 
- Haut – A
- B
- C
- D
- E
- F
- G
- H
- I
- J
- K
- L
- M
- N
- O
- P
- Q
- R
- S
- T
- U
- V
- W
- X
- Y
- Z

## A
Apiaceae
- Anisotome antipoda

- Azorella polaris

Asphodelaceae
- Bulbinella rossii

Asteraceae
- Cotula plumosa
- Pleurophyllum speciosum
- Pleurophyllum criniferum
- Pleurophyllum hookeri

## C
Caryophyllaceae
- Colobanthus muscoide

Crassulaceae
- Crassula moschata

Cyperaceae
- Scirpus cernuus

## D
Dryopteridaceae
- Polystichum vestitum

## E
Ericaceae
- Dracophyllum insulare
- Dracophyllum longifolium var. cockayneanum
- Dracophyllum scoparium

## H
Hymenophyllaceae
- Hymenophyllum minimum

## J
Juncaceae
- Marsippospermum gracile
- Rostkovia magellanica

## M
Myrtaceae
- Metrosideros umbellata

## O
Onagraceae
- Epilobium pedunculare

## P
Pinaceae
- Picea sitchensis

Poaceae
- Chionochloa antarctica
- Poa foliosa
- Poa litorosa

Polypodiaceae
- Grammitis magellanica

## R
Restionaceae
- Centrolepis pallida

Rosaceae
- Acaena minor var. antarctica

## S
Stylidiaceae
- Phyllachne clavigera

## Bryophytes
Mousses présentes sur l'île Campbell :
- Ptychomnion densifolium
- Acrocladium auriculatum
- Macromitrium longirostrees
- Muelleriella crassifolia

## Lichens
Genres de lichens présents sur l'île Campbell :
- Pseudocyphellaria
- Sphaerophorus
- Psoroma